# Sensazioni precise
Sensazioni precise è un album del cantautore italiano Filipponio, pubblicato dall'etichetta discografica Cetra nel 1980.
Il disco contiene 10 brani, sui quali compare la firma dell'interprete insieme ad altri noti autori, fra i quali Maria Antonietta Sisini, Dario Farina e Maurizio Piccoli, mentre gli arrangiamenti sono di Pino Presti.
Dal lavoro, prodotto da Federico Monti Arduini, viene tratto il singolo Partire oltre amore/Tu che fai, rimani?.

## Tracce

### Lato A
1. Tattica N° 3
2. Partire oltre amore
3. L'unica
4. Come neve quando tocca il mare
5. Teatro a dieci lire

### Lato B
1. Tu che fai, rimani?
2. Tre giorni di ferie al volo
3. Dialogo alla vita
4. Disamore
5. Pittori di Talento